# Chainat
15°11′14″N 100°07′42″Ø / 15.18722°N 100.12833°Ø
Chainat (ชัยนาท) er hovedstaden i provinsen Chainat i det centrale Thailand. Befolkningstallet blev i 2005 anslået til at være 15.500.
Byen, som har været et handelssted i flere århundreder, ligger ved den store flod Chao Phraya.